# Dundonus luachimonus
Dundonus luachimonus är en mångfotingart som beskrevs av Chamberlin 1951. Dundonus luachimonus ingår i släktet Dundonus och familjen Odontopygidae. Inga underarter finns listade i Catalogue of Life.